# オマーン・エア
オマーン航空（英語: Oman Air, アラビア語: الطيران العماني）は、オマーンの首都マスカットにあるマスカット国際空港を本拠地とする航空会社。オマーン政府が株式80%以上を保有する同国のフラッグ・キャリア。アラブ航空会社機構に加盟している。

## 歴史

### 設立前
2007年まで、バーレーン、アブダビ首長国、カタールと4国共同でガルフ・エアに出資していた。1981年のオマーン航空設立後もしばらく出資していたが、2007年に離脱し、出資を停止した。なお、アブダビ首長国がエティハド航空、カタールがカタール航空を設立して離脱していたため、オマーンの離脱に伴い、ガルフエアはバーレーン1国のキャリアになった。

### 設立
- 1981年に設立された。
- 1993年3月、ボーイング737-300を使用して、マスカット/シーブ国際空港を拠点に運航を開始した。初の運航路線は、マスカット-サラーラ線。
- 1993年7月、初の国際線としてドバイに就航。
- 1995年、2機のエアバスA320を導入し、ボーイング737-300を置き換えた。
- 1998年、国際航空運送協会(IATA)に加盟。
- 2007年3月、オマーン政府の保有する株割合が30%から80%に引き上げられ、今後、航空事業を強化・拡大すると発表された。同時にガルフ・エアへの出資を取り止めた[1]。
- 2007年4月2日、エアバスA330型機5機（-300型3機、-200型2機）を確定発注。
- 2007年11月26日、バンコク、ロンドンに就航し、長距離路線運航を開始した[2]。
- 2009年のドバイ航空ショーにおいて、エンブラエルE175型機2機を発注。
- 2015年4月、中型機、大型機を積極的に導入して、競争力を強化するため、小型機を段階的に廃止すると発表し、ATR 42-500、エンブラエルE175、ボーイング737-700が2016年末までに退役した。
- 2021年10月、航空連合であるワンワールドへの参加を協議している事が明らかになった。[3]

- 2025年6月30日にワンワールドに加盟した[4]。

## 受賞歴
- スカイトラックス ワールド・エアライン・アワード2011 「ベスト・ビジネスクラス・エアラインシート」[5]
- スカイトラックス ワールド・エアライン・アワード2015 「ベスト・エアライン・スタッフ・イン・ミドルイースト」[6]

## 就航都市

### 国内線
| 路線       | 路線     |
| ---------- | -------- |
| マスカット | サラーラ |
| マスカット | ハサブ   |

### アフリカ
- エジプト
  - カイロ（カイロ国際空港）
- タンザニア
  - ダルエスサラーム（ジュリウス・ニエレレ国際空港）
  - ザンジバル（ザンジバル国際空港）

### アジア
南アジア
- バングラデシュ
  - チッタゴン（シャーアマーナト国際空港）
  - ダッカ（シャージャラル国際空港）（2015年8月1日より再開[7]）
- インド
  - ベンガルール（ケンペゴウダ国際空港）
  - チェンナイ（チェンナイ国際空港）
  - デリー （インディラ・ガンディー国際空港）
  - ゴア（ゴア国際空港）
  - ハイデラバード（ハイデラバード国際空港）
  - ジャイプル （ジャイプル国際空港）
  - コーチ（コーチン国際空港）
  - カリカット（カリカット国際空港）
  - ラクナウ （アマウシ空港）
  - ムンバイ （チャットラパティー・シヴァージー国際空港）
  - ティルヴァナンタプラム（トリヴァンドラム国際空港）
- モルディブ
  - マレ（イブラヒム・ナシル国際空港）
- ネパール
  - カトマンズ（トリブバン国際空港）
- パキスタン
  - イスラマバード（イスラマバード国際空港）
  - カラチ（ジンナー国際空港）
  - ラホール（ラホール国際空港）
- スリランカ
  - コロンボ（バンダラナイケ国際空港）

東南アジア
- マレーシア
  - クアラルンプール（クアラルンプール国際空港）
- フィリピン
  - マニラ（ニノイ・アキノ国際空港）
- タイ
  - バンコク（スワンナプーム国際空港）

西アジア
- バーレーン
  - マナーマ（バーレーン国際空港）
- イラン
  - テヘラン（エマーム・ホメイニー国際空港）
- ヨルダン
  - アンマン（クィーンアリア国際空港）
- クウェート
  - クウェート（クウェート国際空港）
- レバノン
  - ベイルート（ベイルート国際空港）
- オマーン
  - ハッサブ（ハッサブ空港）
  - マスカット（マスカット国際空港）
  - サラーラ（サラーラ空港）
  - ソハール（ソハール空港）
- カタール
  - ドーハ（ドーハ国際空港）
- サウジアラビア
  - ダンマーム（キング・ファハド国際空港）
  - ジッダ（キング・アブドゥルアズィーズ国際空港）
  - メディナ（プリンス・モハンマド・ビン・アブドゥルアズィーズ国際空港）
  - リヤド（キング・ハーリド国際空港）
- アラブ首長国連邦
  - アブダビ（アブダビ国際空港）
  - ドバイ（ドバイ国際空港）

東アジア
- 中国
  - 広州（白雲国際空港）

### ヨーロッパ
- フランス
  - パリ（シャルル・ド・ゴール国際空港）
- ドイツ
  - フランクフルト（フランクフルト空港）
  - ミュンヘン（ミュンヘン国際空港）
- イタリア
  - ミラノ（マルペンサ国際空港）
- スイス
  - チューリッヒ（チューリッヒ空港）
- イギリス
  - ロンドン（ロンドン・ヒースロー空港）

## コードシェア
下記の航空会社とコードシェアを行っている。
- エチオピア
  - エチオピア航空（スターアライアンス）
- インドネシア
  - ガルーダ・インドネシア航空（スカイチーム）
- ヨルダン
  - ロイヤル・ヨルダン航空（ワンワールド）
- マレーシア
  - マレーシア航空（ワンワールド）
- オランダ
  - KLMオランダ航空（スカイチーム）
- カタール
  - カタール航空（ワンワールド）
- スリランカ
  - スリランカ航空（ワンワールド）
- トルコ
  - ターキッシュ・エアラインズ（スターアライアンス）
- アラブ首長国連邦
  - エミレーツ航空

## 日本との関係
2025年夏ダイヤにおいて、東京/羽田線向けのマスカット国際空港発着枠が確保され、東京/羽田-マスカット線を開設する可能性がある。2025年4月現在、羽田空港からの中東路線は、日本航空のドーハ線、エミレーツ航空のドバイ線が運航されており、さらなる中東へのネットワーク拡充が期待される。また、オマーン航空は2025年6月30日に、航空連合のワンワールドに加入したため、日本航空を含むワン・ワールドアライアンスメンバーとのコードシェア実施も予想される。
また、2025年4月23日には、国土交通省航空局とオマーンの航空当局とでの航空当局間協議で、日本とオマーン両国間の航空便を拡大する枠組みを新設し、両国の航空会社が、羽田を除くすべての日本国内の空港へ乗り入れできるようになる。

## 保有機材

### 現在の運航機材
オマーン・エアが発注したボーイング社製航空機の顧客番号（カスタマーコード）は1Mで、航空機の形式名はB737-81M,B737-91Mなどとなる。

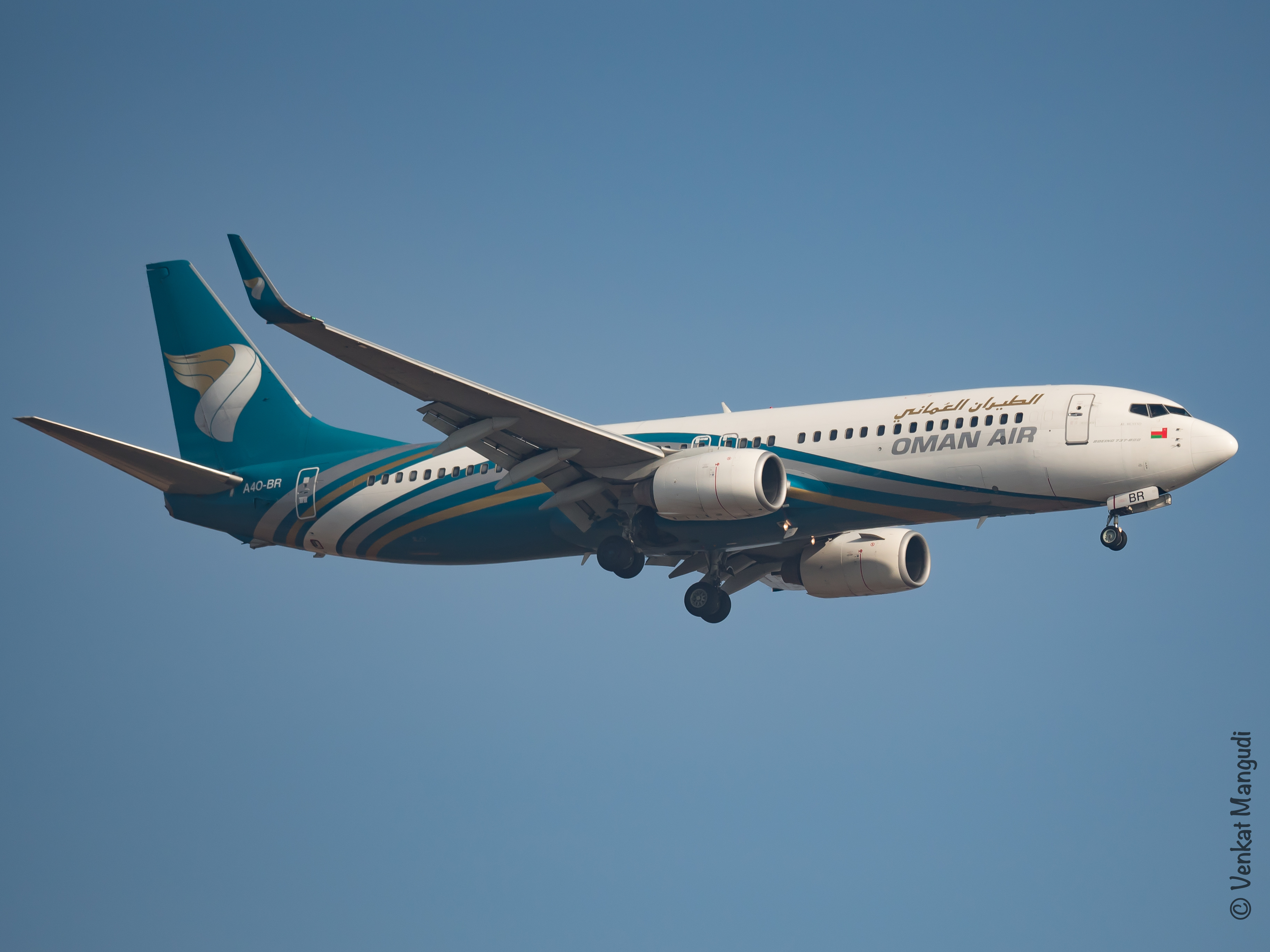
ボーイング737-800
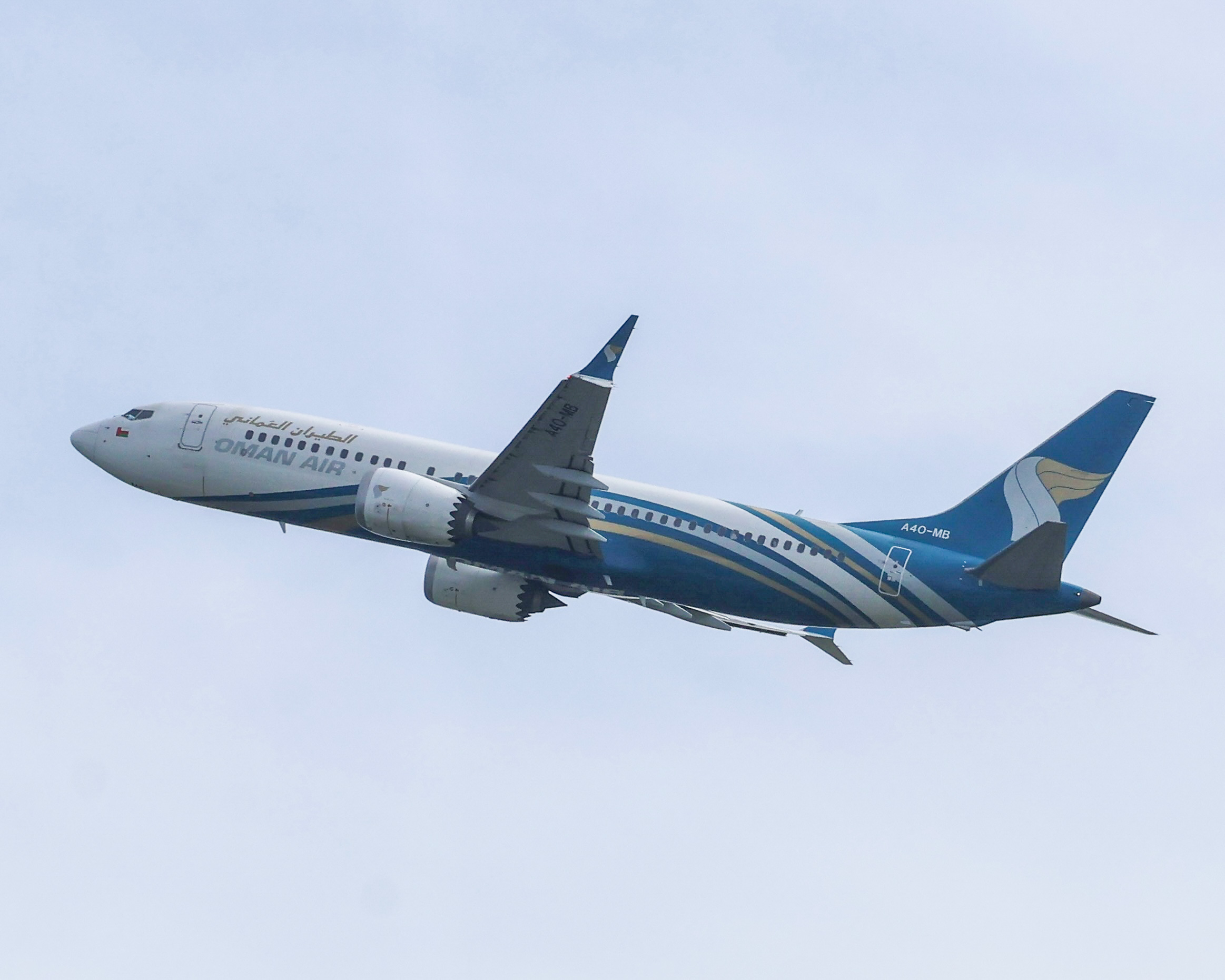
ボーイング737-8 MAX
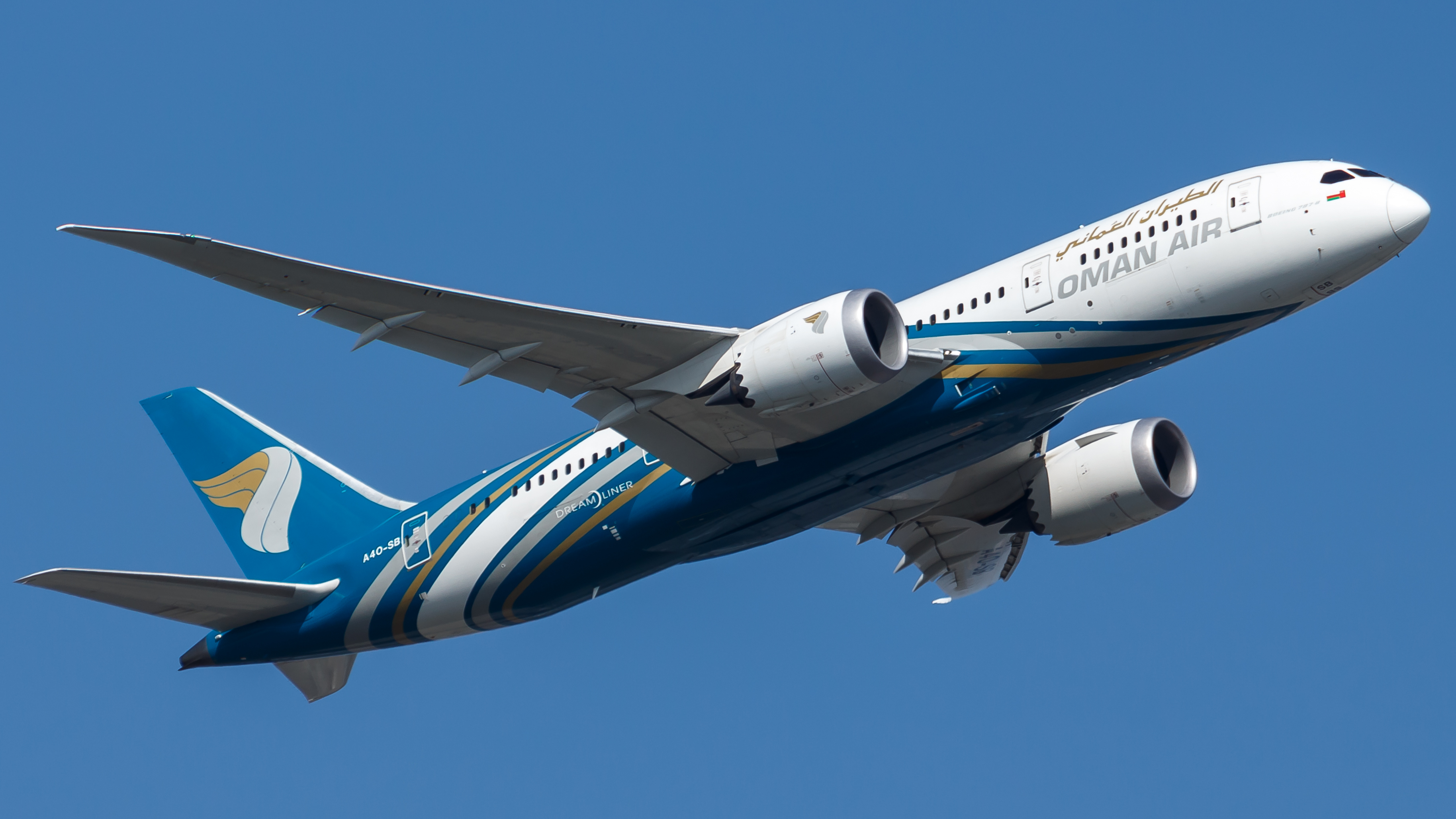
ボーイング787-8
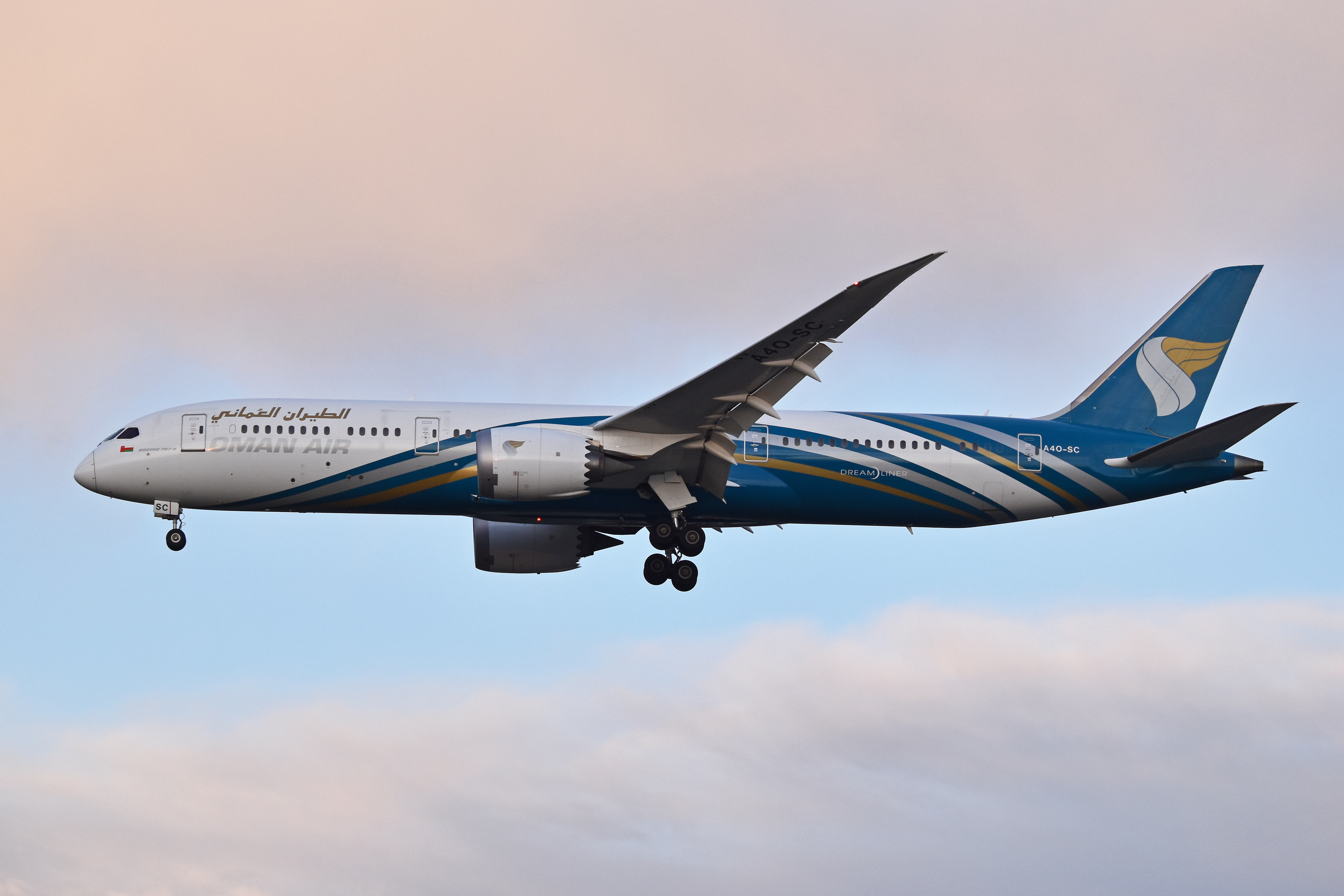
ボーイング787-9

| 機材                | 運用数 | 発注数 | 座席数 | 座席数 | 座席数 | 座席数 | 備考                                                  |
| 機材                | 運用数 | 発注数 | F      | C      | Y      | 計     | 備考                                                  |
| ------------------- | ------ | ------ | ------ | ------ | ------ | ------ | ----------------------------------------------------- |
| ボーイング737-800   | 4      | -      | -      | 12     | 150    | 162    | 2026年半ばまでに退役予定                              |
| ボーイング737-900ER | 3      | -      | -      | 12     | 171    | 183    | サンカントリー航空からのリース機 2026年までに返却予定 |
| ボーイング737-8 MAX | 16     | 4      | -      | 12     | 150    | 162    |                                                       |
| ボーイング737-8 MAX | 16     | 4      | -      | -      | 189    | 189    |                                                       |
| ボーイング787-8     | 2      | -      | -      | 18     | 249    | 267    | カタール航空へリース中                                |
| ボーイング787-9     | 9      | 7      | 8      | 24     | 232    | 264    | 2027年までに納入予定 うち1機はリヤド・エアへリース中  |
| ボーイング787-9     | 9      | 7      | -      | 30     | 258    | 288    | 2027年までに納入予定 うち1機はリヤド・エアへリース中  |
| 合計                | 34     | 11     |        |        |        |        |                                                       |

- ボーイング737-800
- ボーイング737-8 MAX
- ボーイング787-8
- ボーイング787-9

### 退役機材

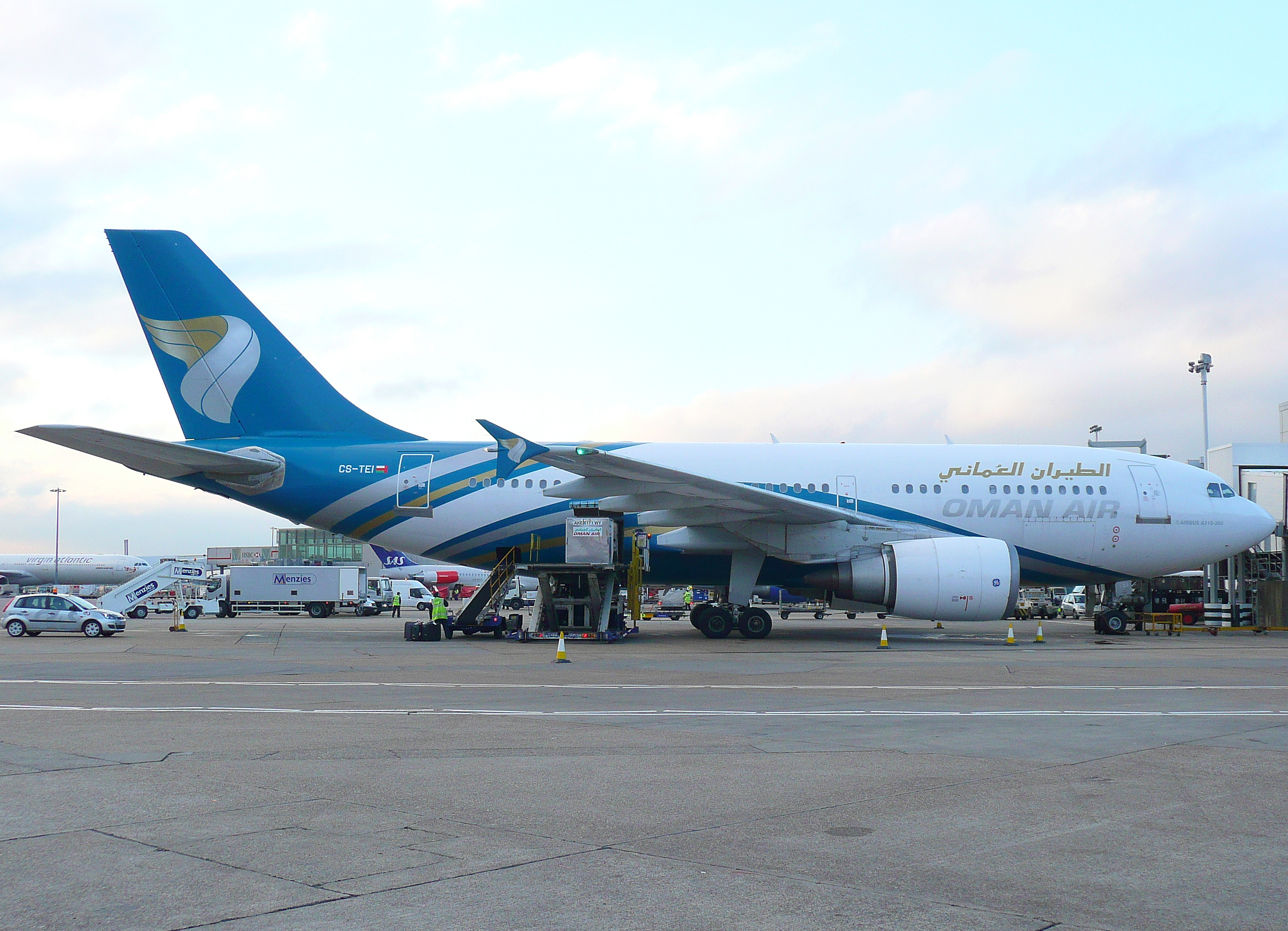
エアバスA300B4-200
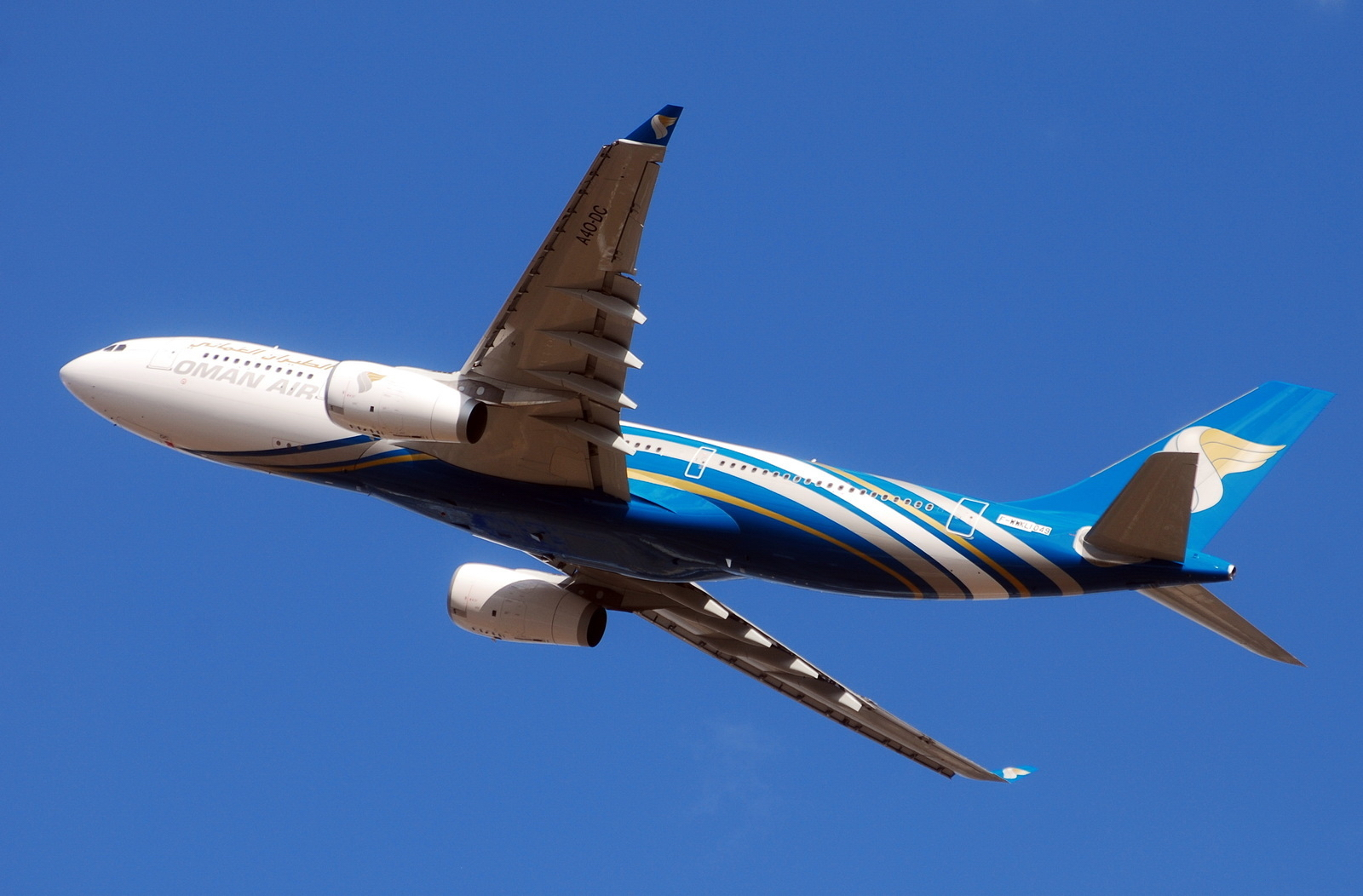
エアバスA310-300
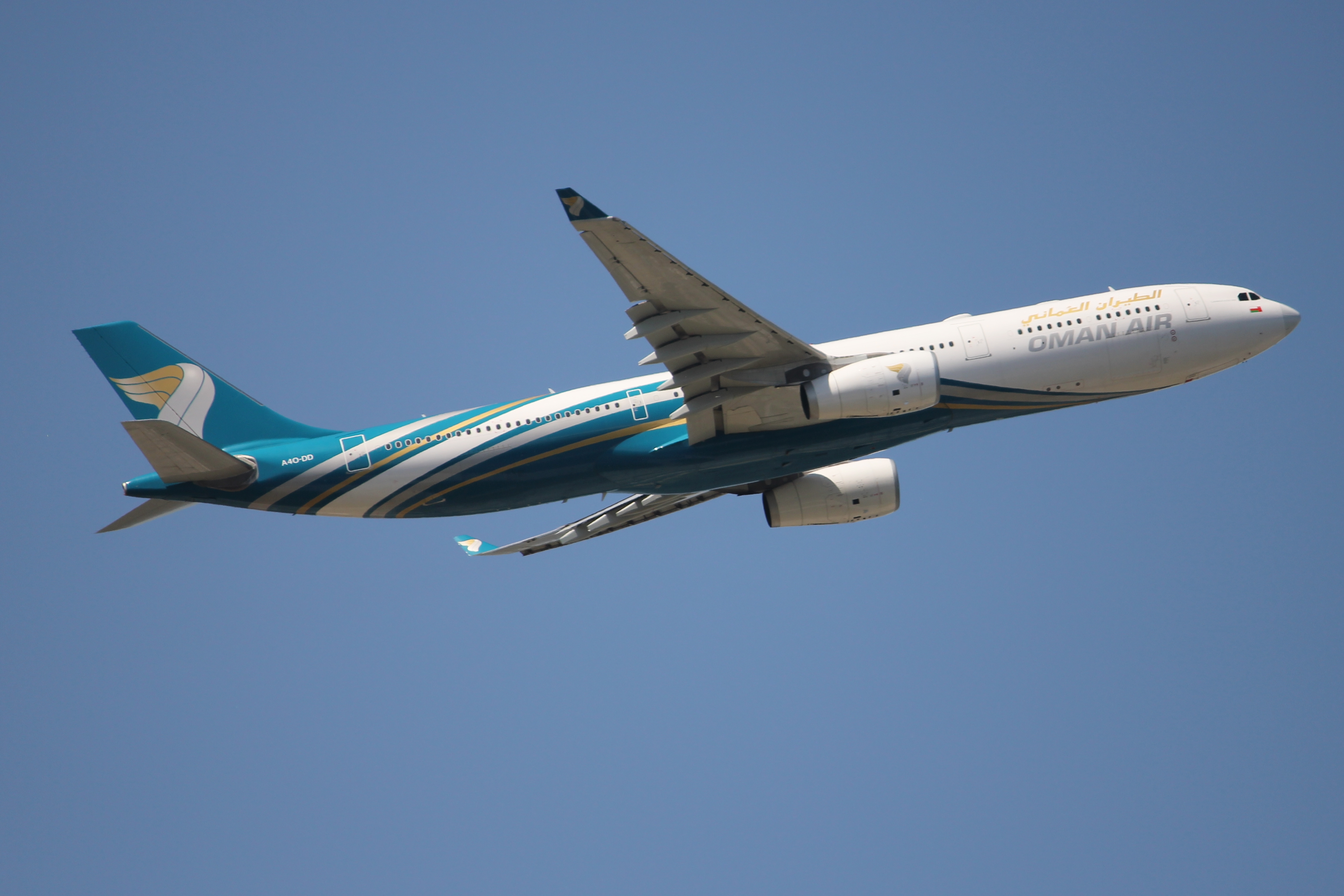
エアバスA320-200
- エアバスA330-200/300
- ATR 42-500
- ボーイング737-300/400
- ボーイング737-700
- ボーイング757-200
- ボーイング767-200ER
- フォッカー F27
- デ・ハビランド・カナダ DHC-6-300
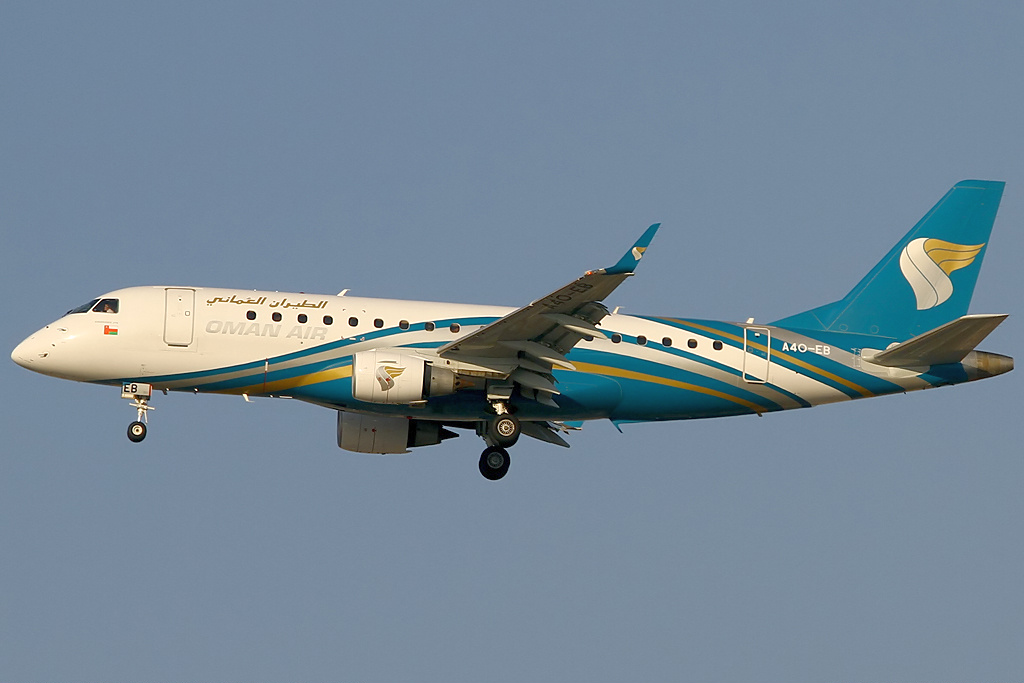
エンブラエル E175

- エアバスA310-300
- エアバスA330-200
- エアバスA330-300
- エンブラエル E175